# Éditions Mille-Îles
Les Éditions Milles-Îles sont une maison d'édition québécoise fondée en 1989. Elles sont spécialisées dans l'édition de bandes dessinées.